# Selección de fútbol sub-17 de Laos
La Selección de fútbol sub-17 de Laos es el equipo que representa al país en el Mundial Sub-17, en el Campeonato Sub-16 de la AFC y en el Campeonato Sub-16 de la AFF; y es controlado por la Federación de Fútbol de Laos.

## Participaciones

### Mundial Sub-17
| Año                         | Fase            | Posición        | PJ              | PG              | PE              | PP              | GF              | GC              |
| --------------------------- | --------------- | --------------- | --------------- | --------------- | --------------- | --------------- | --------------- | --------------- |
| China 1985                  | No se clasificó | No se clasificó | No se clasificó | No se clasificó | No se clasificó | No se clasificó | No se clasificó | No se clasificó |
| Canadá 1987                 | No se clasificó | No se clasificó | No se clasificó | No se clasificó | No se clasificó | No se clasificó | No se clasificó | No se clasificó |
| Escocia 1989                | No se clasificó | No se clasificó | No se clasificó | No se clasificó | No se clasificó | No se clasificó | No se clasificó | No se clasificó |
| Italia 1991                 | No se clasificó | No se clasificó | No se clasificó | No se clasificó | No se clasificó | No se clasificó | No se clasificó | No se clasificó |
| Japón 1993                  | No se clasificó | No se clasificó | No se clasificó | No se clasificó | No se clasificó | No se clasificó | No se clasificó | No se clasificó |
| Ecuador 1995                | No se clasificó | No se clasificó | No se clasificó | No se clasificó | No se clasificó | No se clasificó | No se clasificó | No se clasificó |
| Egipto 1997                 | No se clasificó | No se clasificó | No se clasificó | No se clasificó | No se clasificó | No se clasificó | No se clasificó | No se clasificó |
| Nueva Zelanda 1999          | No se clasificó | No se clasificó | No se clasificó | No se clasificó | No se clasificó | No se clasificó | No se clasificó | No se clasificó |
| Trinidad y Tobago 2001      | No se clasificó | No se clasificó | No se clasificó | No se clasificó | No se clasificó | No se clasificó | No se clasificó | No se clasificó |
| Finlandia 2003              | No se clasificó | No se clasificó | No se clasificó | No se clasificó | No se clasificó | No se clasificó | No se clasificó | No se clasificó |
| Perú 2005                   | No se clasificó | No se clasificó | No se clasificó | No se clasificó | No se clasificó | No se clasificó | No se clasificó | No se clasificó |
| Corea del Sur 2007          | No se clasificó | No se clasificó | No se clasificó | No se clasificó | No se clasificó | No se clasificó | No se clasificó | No se clasificó |
| Nigeria 2009                | No se clasificó | No se clasificó | No se clasificó | No se clasificó | No se clasificó | No se clasificó | No se clasificó | No se clasificó |
| México 2011                 | No se clasificó | No se clasificó | No se clasificó | No se clasificó | No se clasificó | No se clasificó | No se clasificó | No se clasificó |
| Emiratos Árabes Unidos 2013 | No se clasificó | No se clasificó | No se clasificó | No se clasificó | No se clasificó | No se clasificó | No se clasificó | No se clasificó |
| Chile 2015                  | No se clasificó | No se clasificó | No se clasificó | No se clasificó | No se clasificó | No se clasificó | No se clasificó | No se clasificó |
| India 2017                  | No se clasificó | No se clasificó | No se clasificó | No se clasificó | No se clasificó | No se clasificó | No se clasificó | No se clasificó |
| Brasil 2019                 | No se clasificó | No se clasificó | No se clasificó | No se clasificó | No se clasificó | No se clasificó | No se clasificó | No se clasificó |
| 2023                        | No se clasificó | No se clasificó | No se clasificó | No se clasificó | No se clasificó | No se clasificó | No se clasificó | No se clasificó |
| Total                       | 0/16            | 0º              | 0               | 0               | 0               | 0               | 0               | 0               |

### Campeonato Sub-16 de la AFC
| AFC U-16 Championship | AFC U-16 Championship                      | AFC U-16 Championship                      | AFC U-16 Championship                      | AFC U-16 Championship                      | AFC U-16 Championship                      | AFC U-16 Championship                      | AFC U-16 Championship                      | AFC U-16 Championship |
| Año                   | Resultado                                  | J                                          | G                                          | E                                          | P                                          | GF                                         | GC                                         |                       |
| --------------------- | ------------------------------------------ | ------------------------------------------ | ------------------------------------------ | ------------------------------------------ | ------------------------------------------ | ------------------------------------------ | ------------------------------------------ | --------------------- |
| 1985                  | No participó                               | No participó                               | No participó                               | No participó                               | No participó                               | No participó                               | No participó                               |                       |
| 1986                  | No participó                               | No participó                               | No participó                               | No participó                               | No participó                               | No participó                               | No participó                               |                       |
| 1988                  | No participó                               | No participó                               | No participó                               | No participó                               | No participó                               | No participó                               | No participó                               |                       |
| 1990                  | No participó                               | No participó                               | No participó                               | No participó                               | No participó                               | No participó                               | No participó                               |                       |
| 1992                  | No participó                               | No participó                               | No participó                               | No participó                               | No participó                               | No participó                               | No participó                               |                       |
| 1994                  | No participó                               | No participó                               | No participó                               | No participó                               | No participó                               | No participó                               | No participó                               |                       |
| 1996                  | No participó                               | No participó                               | No participó                               | No participó                               | No participó                               | No participó                               | No participó                               |                       |
| 1998                  | No clasificó                               | No clasificó                               | No clasificó                               | No clasificó                               | No clasificó                               | No clasificó                               | No clasificó                               |                       |
| 2000                  | No clasificó                               | No clasificó                               | No clasificó                               | No clasificó                               | No clasificó                               | No clasificó                               | No clasificó                               |                       |
| 2002                  | No clasificó                               | No clasificó                               | No clasificó                               | No clasificó                               | No clasificó                               | No clasificó                               | No clasificó                               |                       |
| 2004                  | Fase de grupos                             | 3                                          | 1                                          | 0                                          | 2                                          | 2                                          | 11                                         |                       |
| 2006                  | Descalificado                              | Descalificado                              | Descalificado                              | Descalificado                              | Descalificado                              | Descalificado                              | Descalificado                              |                       |
| 2008                  | No clasificó                               | No clasificó                               | No clasificó                               | No clasificó                               | No clasificó                               | No clasificó                               | No clasificó                               |                       |
| 2010                  | No clasificó                               | No clasificó                               | No clasificó                               | No clasificó                               | No clasificó                               | No clasificó                               | No clasificó                               |                       |
| 2012                  | Fase de grupos                             | 3                                          | 1                                          | 0                                          | 2                                          | 6                                          | 8                                          |                       |
| 2014                  | No clasificó                               | No clasificó                               | No clasificó                               | No clasificó                               | No clasificó                               | No clasificó                               | No clasificó                               |                       |
| 2016                  | No clasificó                               | No clasificó                               | No clasificó                               | No clasificó                               | No clasificó                               | No clasificó                               | No clasificó                               |                       |
| 2018                  | No clasificó                               | No clasificó                               | No clasificó                               | No clasificó                               | No clasificó                               | No clasificó                               | No clasificó                               |                       |
| 2020                  | Cancelado debido a la pandemia de COVID-19 | Cancelado debido a la pandemia de COVID-19 | Cancelado debido a la pandemia de COVID-19 | Cancelado debido a la pandemia de COVID-19 | Cancelado debido a la pandemia de COVID-19 | Cancelado debido a la pandemia de COVID-19 | Cancelado debido a la pandemia de COVID-19 |                       |
| 2023                  | Fase de grupos                             | 3                                          | 0                                          | 0                                          | 3                                          | 3                                          | 6                                          |                       |
| Total                 | 3/17                                       | 6                                          | 2                                          | 0                                          | 4                                          | 8                                          | 19                                         |                       |

### Campeonato Sub-16 de la AFF
| Año   | Resultado      | J            | G            | E            | P            | GF           | GC           |
| ----- | -------------- | ------------ | ------------ | ------------ | ------------ | ------------ | ------------ |
| 2002  | Finalista      | 6            | 2            | 3            | 1            | 10           | 10           |
| 2005  | 3.er lugar     | 5            | 3            | 1            | 1            | 11           | 5            |
| 2006  | 4.º lugar      | 3            | 1            | 0            | 2            | 3            | 3            |
| 2007  | Finalista      | 5            | 3            | 0            | 2            | 13           | 7            |
| 2008  | No participó   | No participó | No participó | No participó | No participó | No participó | No participó |
| 2010  | No participó   | No participó | No participó | No participó | No participó | No participó | No participó |
| 2011  | Finalista      | 6            | 3            | 2            | 1            | 9            | 5            |
| 2012  | 3.er lugar     | 4            | 2            | 0            | 2            | 6            | 6            |
| 2013  | Fase de grupos | 4            | 1            | 0            | 3            | 5            | 11           |
| 2015  | 4.º lugar      | 7            | 4            | 1            | 2            | 12           | 15           |
| Total | 8/10           | 40           | 19           | 7            | 14           | 69           | 62           |